# Pilea pachycarpa
Pilea pachycarpa es una especie de planta del género Pilea, perteneciente a la familia Urticaceae.

## Taxonomía
Pilea pachycarpa fue descrita por Hugh Algernon Weddell en 1856.

## Distribución
Se encuentra en el territorio de Assam.